# ТЕЦ Дробета (Халинга)
ТЕЦ Дробета (Халинга) — колишня теплова електростанція в Румунії у повіті Мехедінць.
Станцію спорудили для забезпечення теплом заводу з виробництва важкої води у місті Дробета-Турну-Северин (поява якого своєю чергою була пов'язана із будівництвом АЕС Чорнавода). У 1986—1989 роках на майданчику станції запустили шість розрахованих на спалювання лігніту вугільних котлів продуктивністю по 420 тонн пари на годину, від яких живились шість турбін чотирьох типів загальною потужністю 247 МВт: чотири з показниками по 50 МВт, одна потужністю 25 МВт та одна потужністю 22 МВт.
Також станцію обладнали трьома додатковими котлами, розрахованими на використання нафтопродуктів: одним продуктивністю 420 тонн пари на годину та двома з показниками по 105 тонн.
Окрім постачання заводу важкої води ТЕЦ забезпечувала опалення Дробета-Турну-Северина.
Видалення продуктів згоряння з шести вугільних котлів відбувалось через два димарі.
Надлишкова електроенергія видавалась у національну електромережу по ЛЕП, розрахованій на роботу під напругою 110 кВ.
Станом на середину 2010-х ТЕЦ збанкрутувала, і у другій половині десятиліття було оголошено про розпродаж залишкового майна. Водночас, існують плани спорудження на її майданчику електростанції потужністю 150 МВт, розрахованої на використання природного газу (останній подається до  Дробета-Турну-Северин по відгалуженню від трубопровода Турбуря — Крайова).